# Valdepiélagos
Valdepiélagos ist eine zentralspanische Gemeinde (municipio) mit 619 Einwohnern (Stand: 2024) in der Autonomen Gemeinschaft Madrid.

## Lage
Valdepiélagos liegt im Zentrum der Gemeinschaft Madrid ca. 30 km nordöstlich von Madrid in einer Höhe von 715 m.

## Bevölkerungsentwicklung
| 1930 | 1950 | 1970 | 1981 | 1991 | 2001 | 2011 | 2021 |
| ---- | ---- | ---- | ---- | ---- | ---- | ---- | ---- |
| 397  | 400  | 304  | 317  | 327  | 306  | 570  | 612  |

## Sehenswürdigkeiten
- Kirche Mariä Himmelfahrt (Iglesia de Nuestra Señora de la Asunción), 1552 errichtet
- Kapelle Unser lieben Frau (Ermita de Nuestra Señora de la Soledad)
- Rathaus

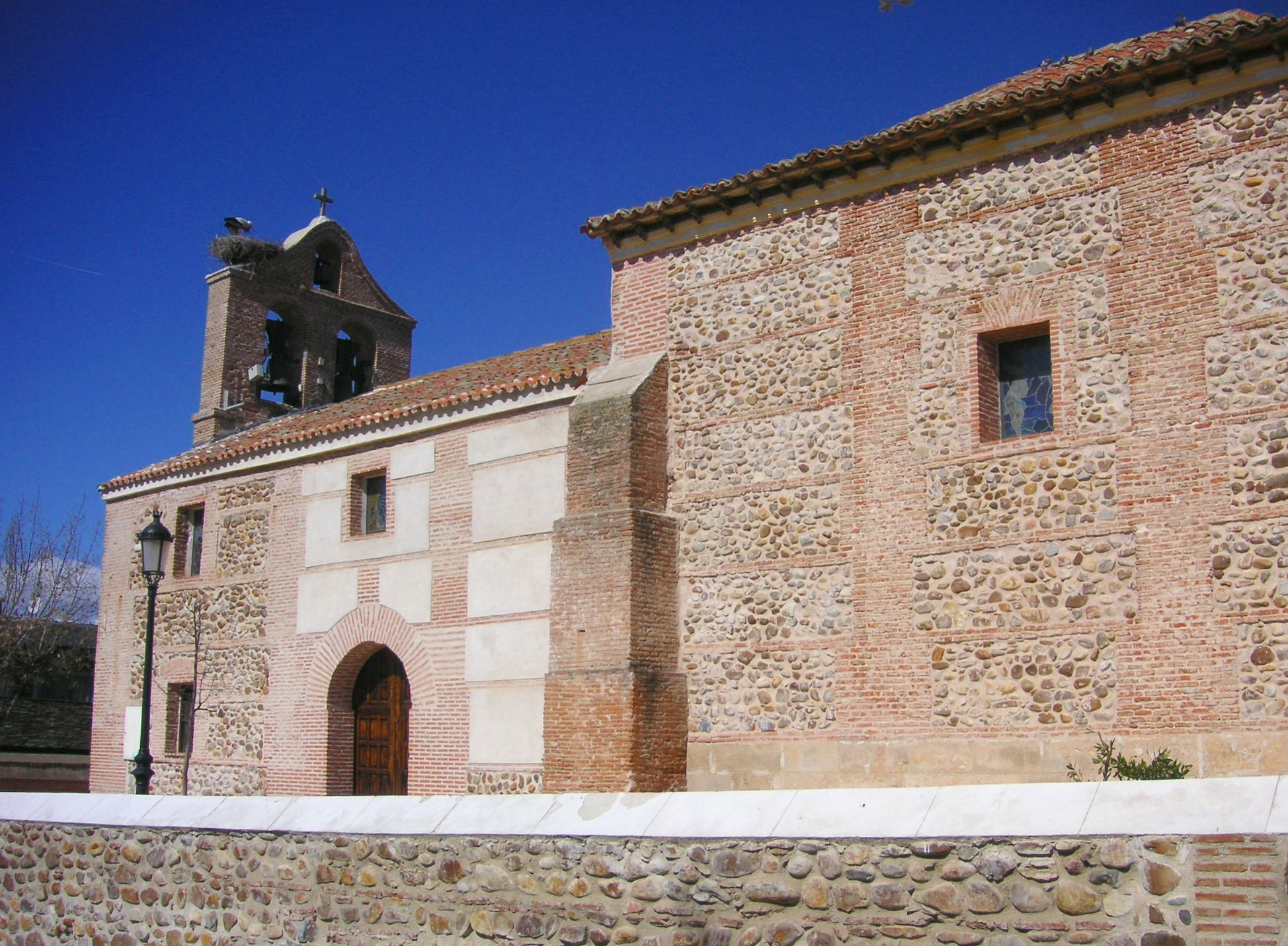
Kirche Mariä Himmelfahrt
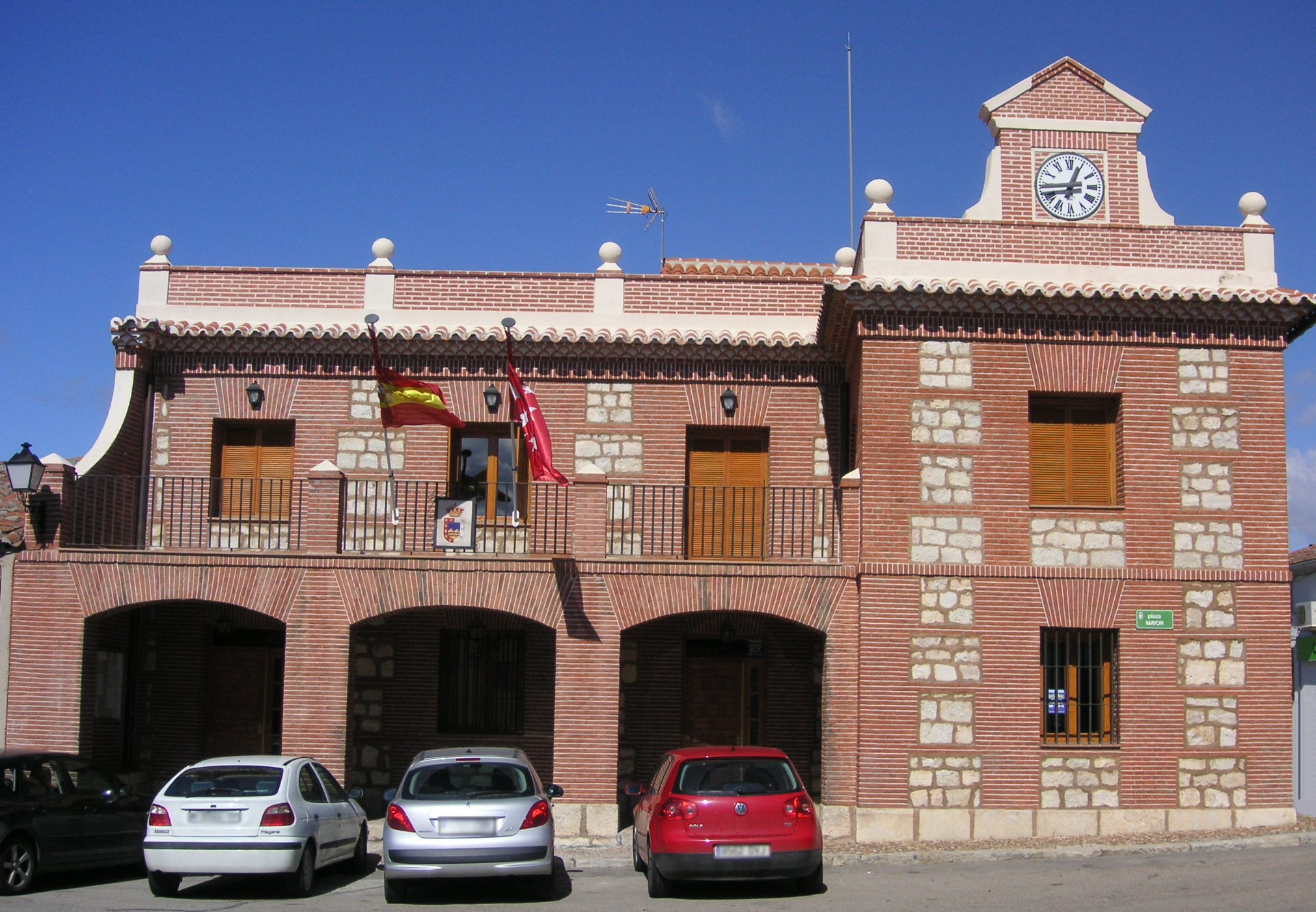
Rathaus

## Persönlichkeiten
- Juan Carlos Pérez de la Fuente (* 1959), Regisseur und Schauspiellehrer, hier aufgewachsen